# Современное пятиборье на летних Олимпийских играх 1952
XV Летние Олимпийские игры проходили с 19 июля по 3 августа 1952 года в Хельсинки (Финляндия).  Соревнования по современному пятиборью на олимпиаде проводились с 21 по 25 июля в Хямеэнлинне — в Ахвенисто. Всего был заявлен 51 участник из 19 стран. Впервые на Олимпиаде проводились соревнования и в командном зачёте. Медали завоевали шведы, венгры и финны.  

## Команда СССР
Впервые в истории Олимпийских игр в турнире по современному пятиборью принимали участие советские спортсмены. За команду СССР выступали: Игорь Новиков, Павел Ракитянский, Александр Дехаев и запасной Константин Сальников. Старший тренер — Алексей Варакин.
Советские пятиборцы заняли 5-е место в командном зачете. В личном первенстве Новиков занял 4-е место, Ракитянский — 23-е место, Александр Дехаев — 24-е место. За успешные выступления на олимпийских соревнованиях Новикову, Ракитянскому, Дехаеву и запасному Сальникову были присвоены звания «мастер спорта СССР».

## Общий медальный зачёт
| Место | Страна    | Золото | Серебро | Бронза | Всего |
| ----- | --------- | ------ | ------- | ------ | ----- |
| 1     | Венгрия   | 1      | 1       | 1      | 3     |
| 2     | Швеция    | 1      | 1       | 0      | 2     |
| 3     | Финляндия | 0      | 0       | 1      | 1     |

## Медалисты
| Дисциплина           | Золото                                                 | Серебро                                                | Бронза                                                   |
| Личное первенство    | Ларс Халль Швеция                                      | Габор Бенедек Венгрия                                  | Иштван Сонди Венгрия                                     |
| Командное первенство | Венгрия · Габор Бенедек · Аладар Ковачи · Иштван Сонди | Швеция · Ларс Халль · Торстен Линдквист · Клас Эгнелль | Финляндия · Олави Маннонен · Луари Вилькко · Олави Рокка |